# Graphe de Ramanujan

Le graphe de Pappus, qui selon les valeurs propres de sa matrice de connexion, est aussi un graphe de Ramanujan.

Un graphe de Ramanujan, nommé d'après Srinivasa Ramanujan, est un graphe régulier dont le trou spectral (spectral gap) est presque aussi grand que possible. De tels graphes sont d'excellents graphes expanseurs. Autrement dit, il s'agit d'une famille de graphes où chaque sommet a un même degré (régulier) et où les deux valeurs propres les plus élevées ont une différence presque aussi grande que possible.
Parmi les graphes de Ramanujan, on compte les cliques, les bipartis complets {\displaystyle K_{n,n}} et le graphe de Petersen. Comme le fait remarquer M. Ram Murty, les graphes de Ramanujan « regroupent diverses branches des mathématiques, telles que la théorie des nombres, la théorie des représentations et la géométrie algébrique ».

## Définition
Soit {\displaystyle G} un graphe connexe {\displaystyle d}-régulier ayant {\displaystyle n} sommets, et soient {\displaystyle \lambda _{0}\geq \lambda _{1}\geq \ldots \geq \lambda _{n-1}} les valeurs propres de la matrice d'adjacence de {\displaystyle G} (voir théorie spectrale des graphes). Comme {\displaystyle G} est connexe et {\displaystyle d}-régulier, ses valeurs propres vérifient {\displaystyle d=\lambda _{0}\geq \lambda _{1}\geq \ldots \geq \lambda _{n-1}\geq -d}.
À chaque fois qu'il existe {\displaystyle \lambda _{i}} tel que {\displaystyle |\lambda _{i}|<d}, on définit
{\displaystyle \lambda (G)=\max _{|\lambda _{i}|<d}|\lambda _{i}|.\,}
Un graphe {\displaystyle d}-régulier {\displaystyle G} est un graphe de Ramanujan si {\displaystyle \lambda (G)} est défini et vaut {\displaystyle \lambda (G)\leq 2{\sqrt {d-1}}}.

## Extrémalité des graphes de Ramanujan
Pour {\displaystyle d} et {\displaystyle n} fixés, le graphe de Ramanujan {\displaystyle d}-régulier à {\displaystyle n} sommets  minimise {\displaystyle \lambda (G)}. Si {\displaystyle G} est un graphe {\displaystyle d}-régulier de diamètre {\displaystyle m}, un théorème de Noga Alon donne :
{\displaystyle \lambda _{1}\geq 2{\sqrt {d-1}}-{\frac {2{\sqrt {d-1}}-1}{m}}.}
Lorsque {\displaystyle G} est {\displaystyle d}-régulier et connexe sur au moins trois de ses sommets, {\displaystyle |\lambda _{1}|<d}, d'où {\displaystyle \lambda (G)\geq |\lambda _{1}|}. Soit {\displaystyle {\mathcal {G}}_{n}^{d}} l'ensemble de tous les graphes {\displaystyle d}-réguliers {\displaystyle G} ayant au moins {\displaystyle n} sommets. Comme le diamètre minimal de ces graphes {\displaystyle {\mathcal {G}}_{n}^{d}} tend vers l'infini pour {\displaystyle d} fixé et {\displaystyle n} tendant vers l'infini, le théorème de Nilli implique le théorème d'Alon et Boppana, démontré plus tôt, qui affirme :
{\displaystyle \lim _{n\to \infty }\inf _{G\in {\mathcal {G}}_{n}^{d}}\lambda (G)\geq 2{\sqrt {d-1}}.}

## Construction
La construction de graphes de Ramanujan se fait souvent à l'aide de graphes de Ramanujan {\displaystyle p+1}-réguliers, pour tout {\displaystyle p} premier et tel que p ≡ 1 (mod 4). Leur preuve utilise la conjecture de Ramanujan, ce qui a donné leur nom aux graphes. Morgenstern étendit la construction à toutes les puissances de nombres premiers impairs.